# Barnwell (Carolina del Sud)
Barnwell és una població dels Estats Units a l'estat de Carolina del Sud. Segons el cens del 2000 tenia 5.035 habitants.

## Demografia
Segons el cens del 2000, Barnwell tenia 5.035 habitants, 2.035 habitatges i 1.353 famílies. La densitat de població era de 254,8 habitants/km².
Per edats la població es repartia de la següent manera: un 28,4% tenia menys de 18 anys, un 8,9% entre 18 i 24, un 27,6% entre 25 i 44, un 20,3% de 45 a 60 i un 14,8% 65 anys o més.
L'edat mediana era de 35 anys. Per cada 100 dones de 18 o més anys hi havia 79,7 homes.
La renda mediana per habitatge era de 26.722 $ i la renda mediana per família de 37.841 $. Els homes tenien una renda mediana de 35.039 $ mentre que les dones 21.912 $. La renda per capita de la població era de 17.709 $. Entorn del 20,4% de les famílies i el 22,0% de la població estaven per davall del llindar de pobresa.

## Poblacions més properes
El següent diagrama mostra les poblacions més properes.